# Хайнрих V фон Олденбург-Бруххаузен
Хайнрих V фон Олденбург-Бруххаузен също Хайнрих V фон Олденбург-Нойбруххаузен; Хайнрих V граф фон Олденбург-Вилдесхаузен и Бруххаузен (на немски: Heinrich Graf von Oldenburg-Bruchhausen; Heinrich V von Oldenburg-Neubruchhausen; Heinrich V Graf von Oldenburg-Wildeshausen und Bruchhausen; * пр. 1232; † сл. 1270) от клона Вилдесхаузен на фамилията Олденбург е от 1241 до 1259 г. граф на Бруххаузен и от ок. 1259 до сл. 1270 г. граф на Нойбруххаузен (Ной-Бруххаузсен) в Долна Саксония.

## Произход и наследство
Той е син на граф Хайнрих III фон Олденбург-Бруххаузен († убит на 27 май 1234 г. в битка при Алтенеш) и съпругата му графиня Ермтруд фон Шотен-Бреда (de Schodis, † сл. 1234), дъщеря на граф Хайнрих II фон Бреда. По-голям брат е на Лудолф († сл. 24 юли 1278).
Докато са малолетни, опекун на двамата братя Хайнрих V и Лудолф († 1278) е братовчед им Хайнрих IV фон Олденбург-Вилдесхаузен († 1271). През 1241 г. братята Хайнрих и Лудолф издават самостоятелно документи. Те живеят дълго заедно в замък Алтбруххаузен. Около 1259 г. господството Вилдесхаузен е разделено от братята. Хайнрих става граф на Нойбруххаузен, Лудолф получава Алтбруххаузен. Около 1260 г. Хайнрих се мести в построения от него замък Нойбруххаузен.
Линията на графовете фон Ной-Бруххаузсен изчезва със смъртта на син му Герхард I ок. 1310 г. Линията на графовете фон Алт-Бруххаузен изчезва с Ото († сл. 1298). Алтбруххаузен и Нойбруххаузен отиват през 14 век на графовете на Хоя.

## Фамилия
Хайнрих V фон Олденбург-Бруххаузен се жени на 11 април 1249 г. в Лион за братовчедката си (4 град) Ирмгард/Ерменгард фон Хоя († сл. 6 юли 1278), дъщеря на граф Хайнрих II фон Хоя († 1290). Те основават линията Нойбруххаузен на род Олденбург. Те имат децата:
- Лудвиг († пр. 11 ноември 1278)
- Вилбранд IV († сл. 1278 – 1292)
- Герхард I фон Олденбург-Нойбруххаузен (* пр. 1268; † сл. 1310), женен за Гизела († сл. 1362)